# Список эпизодов телесериала «Спартак»
«Спартак» (англ. Spartacus) — американский исторический телесериал, который транслировался на кабельном канале Starz с 22 января 2010 года по 12 апреля 2013 года. Основную фабулу сериала составляет история Спартака, руководителя одного из крупнейших восстаний рабов в Римской республике в период 74 до н. э. — 71 до н. э.
- «Спартак: Кровь и песок» (англ. Spartacus: Blood and Sand) — первый сезон сериала «Спартак».
- «Спартак: Боги арены» (англ. Spartacus: Gods of the Arena) — приквел сериала «Спартак».
- «Спартак: Месть» (англ. Spartacus: Vengeance) — второй сезон сериала «Спартак».
- «Спартак: Война проклятых» (англ. Spartacus: War of the Damned) — третий сезон сериала «Спартак».

## Обзор сезонов
| Сезон | Сезон   | Эпизоды | Оригинальная дата показа | Оригинальная дата показа |
| Сезон | Сезон   | Эпизоды | Премьера сезона          | Финал сезона             |
| ----- | ------- | ------- | ------------------------ | ------------------------ |
|       | 1       | 13      | 22 января 2010           | 16 апреля 2010           |
|       | Приквел | 6       | 21 января 2011           | 25 февраля 2011          |
|       | 2       | 10      | 27 января 2012           | 30 марта 2012            |
|       | 3       | 10      | 25 января 2013           | 12 апреля 2013           |

## Эпизоды

### Сезон 1: Кровь и песок (2010)
| № общий | № в сезоне | Название                                                     | Режиссёр          | Автор сценария                               | Дата премьеры   | Произв. код | Зрители США (млн) |
| ------- | ---------- | ------------------------------------------------------------ | ----------------- | -------------------------------------------- | --------------- | ----------- | ----------------- |
| 1       | 1          | «Красный Змей» «The Red Serpent»                             | Рик Джейкобсон    | Стивен С. ДеНайт                             | 22 января 2010  | SPS101      | 0,66              |
| 2       | 2          | «Клятва гладиаторов» «Sacramentum Gladiatorum»               | Рик Джейкобсон    | Стивен С. ДеНайт                             | 29 января 2010  | SPS102      | 0,77              |
| 3       | 3          | «Легенды» «Legends»                                          | Грейди Холл       | Брент Флетчер                                | 5 февраля 2010  | SPS103      | 0,86              |
| 4       | 4          | «Зверь в яме» «The Thing in the Pit»                         | Джесси Уорн       | Аарон Хелбинг и Тодд Хелбинг                 | 12 февраля 2010 | SPS104      | 0,66              |
| 5       | 5          | «Теневые игры» «Shadow Games»                                | Майкл Хёрст       | Миранда Квок                                 | 19 февраля 2010 | SPS105      | 0,85              |
| 6       | 6          | «Щекотливые дела» «Delicate Things»                          | Рик Джейкобсон    | Трейси Белломо и Эндрю Чемблисс              | 26 февраля 2010 | SPS106      | 1,08              |
| 7       | 7          | «Великие и печальные события» «Great and Unfortunate Things» | Джесси Уорн       | Брент Флетчер и Стивен С. ДеНайт             | 5 марта 2010    | SPS107      | 0,97              |
| 8       | 8          | «Клеймо братства» «Mark of the Brotherhood»                  | Роуэн Вудс        | Аарон Хелбинг и Тодд Хелбинг                 | 12 марта 2010   | SPS108      | 0,88              |
| 9       | 9          | «Шлюха» «Whore»                                              | Майкл Хёрст       | Дэниел Науф                                  | 19 марта 2010   | SPS109      | 1,11              |
| 10      | 10         | «Праздничные подарки» «Party Favors»                         | Крис Мартин-Джонс | Брент Флетчер и Миранда Квок                 | 26 марта 2010   | SPS110      | 1,27              |
| 11      | 11         | «Старые раны» «Old Wounds»                                   | Гленн Стэндринг   | Дэниел Науф Сюжет: Дэн Фили и Патриция Уэллс | 2 апреля 2010   | SPS111      | 1,13              |
| 12      | 12         | «Разоблачения» «Revelations»                                 | Майкл Хёрст       | Брент Флетчер                                | 9 апреля 2010   | SPS112      | 1,29              |
| 13      | 13         | «Убей их всех» «Kill Them All»                               | Джесси Уорн       | Стивен С. ДеНайт                             | 16 апреля 2010  | SPS113      | 1,23              |

### Приквел: Боги арены (2011)
| № | Название                                | Режиссёр       | Автор сценария                 | Дата премьеры   | Зрители США (млн) |
| - | --------------------------------------- | -------------- | ------------------------------ | --------------- | ----------------- |
| 1 | «Былые проступки» «Past Transgressions» | Джесси Уорн    | Стивен С. ДеНайт               | 21 января 2011  | 1,10              |
| 2 | «Пощада» «Missio»                       | Рик Джейкобсон | Морисса Танчароен и Джед Уидон | 28 января 2011  | 1,14              |
| 3 | «Глава семьи» «Paterfamilias»           | Майкл Хёрст    | Аарон Хелбинг и Тодд Хелбинг   | 4 февраля 2011  | 1,26              |
| 4 | «Под маской» «Beneath the Mask»         | Брендан Махер  | Шеймас Кевин Фэйи и Миша Грин  | 11 февраля 2011 | 1,11              |
| 5 | «Расплата» «Reckoning»                  | Джон Фоусетт   | Брент Флетчер                  | 18 февраля 2011 | 1,38              |
| 6 | «Горький финал» «The Bitter End»        | Рик Джейкобсон | Стивен С. ДеНайт               | 25 февраля 2011 | 1,72              |

### Сезон 2: Месть (2012)
| № общий | № в сезоне | Название                                    | Режиссёр          | Автор сценария               | Дата премьеры   | Произв. код | Зрители США (млн) |
| ------- | ---------- | ------------------------------------------- | ----------------- | ---------------------------- | --------------- | ----------- | ----------------- |
| 14      | 1          | «Беглый» «Fugitivus»                        | Майкл Хёрст       | Стивен С. ДеНайт             | 27 января 2012  | SPS201      | 1,39              |
| 15      | 2          | «Место в этом мире» «A Place in This World» | Джесси Уорн       | Брент Флетчер                | 3 февраля 2012  | SPS202      | 1,30              |
| 16      | 3          | «Высшее благо» «The Greater Good»           | Брендан Мар       | Трейси Белломо               | 10 февраля 2012 | SPS203      | 1,40              |
| 17      | 4          | «Пустые руки» «Empty Hands»                 | Марк Бисли        | Эллисон Миллер               | 17 февраля 2012 | SPS204      | 1,47              |
| 18      | 5          | «Вольный» «Libertus»                        | Рик Джейкобсон    | Аарон Хелбинг и Тодд Хелбинг | 24 февраля 2012 | SPS205      | 1,56              |
| 19      | 6          | «Избранный путь» «Chosen Path»              | Майкл Хёрст       | Миша Грин                    | 2 марта 2012    | SPS206      | 1,19              |
| 20      | 7          | «Клятва» «Sacramentum»                      | Джесси Уорн       | Шеймас Кевин Фэйи            | 9 марта 2012    | SPS207      | 1,25              |
| 21      | 8          | «Баланс» «Balance»                          | Крис Мартин-Джонс | Джед Уидон                   | 16 марта 2012   | SPS208      | 1,10              |
| 22      | 9          | «Чудовища» «Monsters»                       | Т. Дж. Скотт      | Брент Флетчер                | 23 марта 2012   | SPS209      | 1,35              |
| 23      | 10         | «Гнев Богов» «Wrath of the Gods»            | Джесси Уорн       | Стивен С. ДеНайт             | 30 марта 2012   | SPS210      | 1,45              |

### Сезон 3: Война проклятых (2013)
| № общий | № в сезоне | Название                                       | Режиссёр       | Автор сценария               | Дата премьеры   | Произв. код | Зрители США (млн) |
| ------- | ---------- | ---------------------------------------------- | -------------- | ---------------------------- | --------------- | ----------- | ----------------- |
| 24      | 1          | «Враги Рима» «Enemies of Rome»                 | Марк Бисли     | Стивен С. ДеНайт             | 25 января 2013  | SPS301      | 0,93              |
| 25      | 2          | «Волки у ворот» «Wolves at the Gate»           | Джеси Уорн     | Аарон Хелбинг и Тодд Хелбинг | 1 февраля 2013  | SPS302      | 0,82              |
| 26      | 3          | «Люди чести» «Men of Honor»                    | Джон Фоусетт   | Брент Флетчер                | 8 февраля 2013  | SPS303      | 0,95              |
| 27      | 4          | «Децимация» «Decimation»                       | Майкл Хёрст    | Шеймас Кевин Фэйи            | 22 февраля 2013 | SPS304      | 0,88              |
| 28      | 5          | «Братья по крови» «Blood Brothers»             | Т. Дж. Скотт   | Эллисон Миллер               | 1 марта 2013    | SPS305      | 1,02              |
| 29      | 6          | «Трофеи войны» «Spoils of War»                 | Марк Бисли     | Джед Уидон                   | 8 марта 2013    | SPS306      | 0,87              |
| 30      | 7          | «Смерть неизбежна» «Mors Indecepta»            | Джеси Уорн     | Дэвид Коб и Марк Лейтнер     | 15 марта 2013   | SPS307      | 1,09              |
| 31      | 8          | «Разные пути» «Separate Paths»                 | Т. Дж. Скотт   | Брент Флетчер                | 22 марта 2013   | SPS308      | 1,09              |
| 32      | 9          | «Мёртвые и умирающие» «The Dead and the Dying» | Майкл Хёрст    | Джеффри Белл                 | 5 апреля 2013   | SPS309      | 1,07              |
| 33      | 10         | «Победа» «Victory»                             | Рик Джейкобсон | Стивен С. ДеНайт             | 12 апреля 2013  | SPS310      | 1,42              |